# Denopelopia moema
Denopelopia moema is een muggensoort uit de familie van de dansmuggen (Chironomidae). De wetenschappelijke naam van de soort is voor het eerst geldig gepubliceerd in 2014 door Silva, Wiedenbrug en De Oliveira.